# Rozseč (Žďár nad Sázavou)
Rozseč es una localidad del distrito de Žďár nad Sázavou en la región de Vysočina, República Checa, con una población estimada a principio del año 2018 de 93 habitantes. 
Se encuentra ubicada al noreste de la región, cerca del nacimiento del río Sázava —un afluente derecho del río Moldava— y de la frontera con las regiones de Moravia Meridional y Pardubice.